# IKT – Institut für Unterirdische Infrastruktur
Das IKT – Institut für Unterirdische Infrastruktur gGmbH ist ein Institut in Gelsenkirchen, die ab 2007 bestehende Zweigstelle in München (IKT-Süd) wurde im Jahr 2012 aufgegeben.
Im Jahr 1994 wurde die Vorgängerinstitution, das Institut für Kanalisationstechnik, gegründet und ist ein An-Institut der Ruhr-Universität Bochum und der Fachhochschule Gelsenkirchen. Es bietet Forschungstätigkeiten sowie auch Prüfungs- und Beratungsleistungen an. Vom IKT werden Fragestellungen auf dem Gebiet unterirdischer Ver- und Entsorgungsleitungen behandelt.
Der Arbeitsbereich des IKT reicht von der Erprobung neuartiger Bauverfahren über die Produktprüfung bis zur Grundlagenforschung.
Im Rahmen des IKT-Warentest werden Produkte und Dienstleistungen aus dem Bereich der unterirdischen Infrastruktur auf ihre Anwendbarkeit und Dauerhaftigkeit getestet. Die Prüfungen werden bei realen Einsatzbedingungen durchgeführt und neutral bewertet. Die Ergebnisse werden veröffentlicht und liefern privaten Kunden Anhaltspunkte über die Qualität der getesteten Produkte und Dienstleistungen.
Das IKT moderiert seit September 2008 das Kommunale Netzwerk Grundstücksentwässerung mit der Zielsetzung, bestehende Gesetzesforderungen gemeinsam und bürgerfreundlich zu realisieren.
Seit 2002 vergibt das IKT den Goldenen Kanaldeckel, mit dieser Auszeichnung werden alljährlich Personen geehrt, die sich um Innovationen in der Kanalisationstechnik verdient gemacht haben.
Das IKT ist Gründungsmitglied der Johannes-Rau-Forschungsgemeinschaft.